# ルイ・メルマズ
ルイ・メルマズ（Louis Mermaz、1931年8月20日 - 2024年8月15日）は、フランスの政治家。パリ出身。フランソワ・ミッテランの盟友であり、ともにフランス社会党に参加。1981年に国民議会議長に選出された。
2024年8月15日、エソンヌ県の自宅で死去したと社会党の幹部が発表した。92歳没。
日本との関係では、1984年に来日している。